# Вуин, Звонимир
Звонимир Вуин (серб. Звонимир Вујин, 23 июля 1943 — 8 декабря 2019) — югославский боксёр, призёр Олимпийских игр.
Звонимир Вуин родился в 1943 году в Петровграде (Банат). В 1965, 1966, 1969 и 1972 годах становился чемпионом Югославии, в 1966, 1967 и 1971 годах выигрывал первенство Балканского полуострова, в 1967 — Средиземноморские игры, также в 1967 году он завоевал серебряную медаль Чемпионата Европы. На Олимпийских играх 1968 и 1972 годов Звонимир Вуин завоёвывал бронзовые медали.